# 樊氏
樊氏（はん し、拼音: Fán Shì、生没年不詳）は、中国後漢末期の女性。趙範の兄嫁。諱は不詳。

## 事跡
劉備が長江南岸を平定したとき、趙範に代わって趙雲が桂陽太守になった。樊氏は中華一の色香の持ち主で、既に夫を失っていたため、趙範が趙雲に引き合わせた。しかし趙雲は「貴男とは同姓なのだから、貴男の兄は我が兄も同然ではないか」と言い、固辞して承諾しなかった。当時、承諾するよう趙雲に勧めた人もいたが、趙雲は「趙範は追い詰められて降ったに過ぎず、彼の心も知れたものではない。また天下にも女性は少なくない」と言い、ついに娶らなかった。その後、趙雲の警戒通り趙範は逃亡したが、趙雲は全く気にしなかったという。樊氏がその後どうなったかの記述はない。
盧弼の『三国志集解』では「趙雲が樊氏を娶らなかったのは、関羽が秦宜禄の前妻の杜氏を娶りたいと曹操に請願したのに対し、はるかに賢明な行ないである」と称えられている。

## 三国志演義
小説『三国志演義』第52回「諸葛亮智辞魯粛・趙子龍計取桂陽」に登場。趙雲との顛末が詳細に描かれるが、正史同様、二人が結ばれることはない。（詳細は趙範#演義での趙範を参照）

## 京劇

### 取桂陽
京劇・三国志の演目のひとつ「取桂陽」（別名：打趙範、または拳打趙範、趙子龍招親）に登場。演目内容は『演義』とほぼ同じで、樊氏と趙雲が結ばれることはない。趙範の妻の銭氏(後述の『2001年京劇三国志スペシャル』での名は金氏)といったオリジナルの登場人物が追加されている。

### 2001年日本公演版・龍鳳呈祥
2001年に財団法人日本青少年文化センター創立50周年記念事業として日本で上演された『京劇三国志スペシャル』の『龍鳳呈祥』（甘露寺（美人計）・回荊州の総称で、『演義』第54-56回に相当）では、この公演のために「取桂陽」が新たに加えられ、樊氏は文武両道に秀でた女将軍・樊玉鳳として描かれ、趙雲と結ばれるという独自の展開となっている。そのため、通常の『龍鳳呈祥』は劉備と孫夫人（孫尚香）の婚姻を描く演目であり、「取桂陽」は含まれない。趙雲と樊玉鳳が結ばれるのは、この『2001年京劇三国志スペシャル』に限った演出である。
以下は『2001年京劇三国志スペシャル・龍鳳呈祥』のあらすじ。

## 家族
- 樊虎：『2001年京劇三国志スペシャル』のオリジナル武将。
樊氏の弟という設定で、外国人初のプロの京劇俳優・石山雄太が演じた[7]。

## 民間伝承
- 民間伝承によると、樊氏は樊玉鳳のほかに樊雲仙・樊娟と呼ばれていたらしい。正史・演義同様、趙雲とは結ばれない。[要出典]

## 関連作品

### 評書
- 袁闊成（中国語版）『長坂雄風』（中央人民広播電台、1988年）
趙雲を主題にした『三国志演義』の評書（説話）作品。樊氏が趙雲の妻となる[8]。

### 漫画
- 陳某（中国語版）『火鳳燎原』（2001年-連載中、東立出版社、メディアファクトリー）
趙雲の長子である趙統（燎原統）が、燎原火（趙雲）と樊氏の子という設定になっている（詳細は中国語版該当ページ参照）。

### ゲーム

#### 日本
- 三國志シリーズ（樊氏）
（コーエーテクモゲームス、1985年-展開中）
- 真・三國無双ブラスト（樊玉鳳）
（コーエーテクモゲームス、2014年-2016年、CV:斉藤梨絵）

#### 中国
- 三国趙雲伝　※『Three Kingdoms Zhao Yun』の元作品（樊娟）
（第三波珠海工作室、北京白勺音楽工作室、2001年）
- Three Kingdoms Zhao Yun　（原題・趙雲伝：雲漢騰龍）（樊娟）
（ZUIJIANGYUE Game、ETime Studio、Merlion Games、2024年）
三国趙雲伝のリメイク作品[9]。ゲーム中、趙雲の伴侶の選択候補として3人のヒロインである馬超の妹の馬雲騄、公孫瓚の娘の公孫玥、趙雲の幼馴染の樊娟として登場する（DLCページ参照）。

### カードゲーム
- 三国殺（樊玉鳳）
（中国：Yoka Games（游卡桌游）、日本：株式会社ミント、2008年）